# Empoasca pyramidata
Empoasca pyramidata är en insektsart som beskrevs av Delong och Caldwell 1934. Empoasca pyramidata ingår i släktet Empoasca och familjen dvärgstritar.
Artens utbredningsområde är Ohio. Inga underarter finns listade i Catalogue of Life.